# Kai Löffler
Kai Löffler (* 12. Juni 1972) ist ein ehemaliger deutscher Basketballspieler.

## Leben
Löffler spielte ab 1984 in der Jugend des MTV Gießen, 1988 und 1989 war er Mitglied der bundesdeutschen Kadettennationalmannschaft. 1991 wechselte er zum TV Lich, der damals gerade in die 2. Basketball-Bundesliga aufgestiegen war. Gleichzeitig war er dank Doppelspielrecht weiter für Gießen spielberechtigt und wurde in den Spieljahren 1990/91 und 1991/92 vom MTV in insgesamt 22 Bundesliga-Begegnungen zum Einsatz gebracht. In der Saison 1998/99 schaffte er mit der Licher Mannschaft den Aufstieg in die Basketball-Bundesliga und damit den größten Erfolg der bisherigen Geschichte der Licher Basketballabteilung. Löffler war Leistungsträger der Meistertruppe. Auch in der Bundesliga-Saison 1999/2000 stand der 1,88 Meter große Aufbauspieler für die Licher auf dem Parkett, verfehlte mit den Mittelhessen jedoch den Bundesliga-Klassenerhalt. Löffler wurde in der Bundesliga in 24 Spielen eingesetzt, dabei erzielte er im Schnitt 3,3 Punkte und leistete die Vorarbeit zu rund zwei Korberfolgen seiner Nebenleute. Löfflers Spiel mit seiner besten Punktausbeute in der Bundesliga war am 6. November 1999, als ihm gegen Trier 15 Punkte gelangen. Nach dem Abstieg aus der Bundesliga trat er mit Lich wieder in der 2. Bundesliga an und spielte bis 2002 für die Mannschaft, die er teils als Kapitän anführte. Später bestritt er Wettkämpfe mit der Altherrenmannschaft des TV Lich.